# David Wotherspoon (labdarúgó, 1990)
David Wotherspoon (Perth, 1990. január 16. –) skót születésű kanadai válogatott labdarúgó, a Dunfermline Athletic középpályása.

## Pályafutása

### Klubcsapatokban
Wotherspoon a skóciai Perth városában született. Az ifjúsági pályafutását a St. Johnstone és a Celtic csapatában kezdte, majd a Hibernian akadémiájánál folytatta.
2009-ben mutatkozott be a Hibernian első osztályban szereplő felnőtt keretében. 2013. július 2-án szerződést kötött a St. Johnstone együttesével. A klubbal 2014-ben és 2021-ben megszerezte a kupa, illetve 2021-ben a ligakupa-győzelmet. 2023 és 2024 között a másodosztályú Inverness Caledonian Thistle és a Dundee United csapatában szerepelt. 2024 nyarán a Dunfermline Athletic szerződtette.

### A válogatottban
Wotherspoon az U18-as, az U19-es és az U21-es korosztályú válogatottakban is képviselte Skóciát.
2018-ban debütált a kanadai válogatottban. Először a 2018. március 24-ei, Új-Zéland ellen 1–0-ra megnyert mérkőzés félidejében, Mark-Anthony Kayét váltva lépett pályára. Első válogatott gólját 2021. március 29-én, Kajmán-szigetek ellen 11–0-ás győzelemmel zárult VB-selejtezőn szerezte meg.

## Statisztikák
2024. augusztus 24. szerint
| Klub                         | Szezon   | Osztály               | Bajnokság | Bajnokság | Kupa  | Kupa | Nemzetközi | Nemzetközi | Összesen | Összesen |
| Klub                         | Szezon   | Osztály               | Meccs     | Gól       | Meccs | Gól  | Meccs      | Gól        | Meccs    | Gól      |
| ---------------------------- | -------- | --------------------- | --------- | --------- | ----- | ---- | ---------- | ---------- | -------- | -------- |
| St. Johnstone                | 2013–14  | Scottish Premiership  | 38        | 1         | 4     | 0    | 4          | 0          | 46       | 1        |
| St. Johnstone                | 2014–15  | Scottish Premiership  | 35        | 1         | 1     | 0    | 4          | 0          | 40       | 1        |
| St. Johnstone                | 2015–16  | Scottish Premiership  | 35        | 9         | 2     | 0    | 1          | 0          | 38       | 9        |
| St. Johnstone                | 2016–17  | Scottish Premiership  | 33        | 1         | 4     | 1    | —          | —          | 37       | 2        |
| St. Johnstone                | 2017–18  | Scottish Premiership  | 35        | 3         | 3     | 0    | 2          | 0          | 40       | 3        |
| St. Johnstone                | 2018–19  | Scottish Premiership  | 29        | 2         | 6     | 0    | —          | —          | 35       | 2        |
| St. Johnstone                | 2019–20  | Scottish Premiership  | 21        | 3         | 4     | 0    | —          | —          | 25       | 3        |
| St. Johnstone                | 2020–21  | Scottish Premiership  | 37        | 3         | 12    | 3    | —          | —          | 49       | 6        |
| St. Johnstone                | 2021–22  | Scottish Premiership  | 10        | 0         | 2     | 0    | 2          | 0          | 14       | 0        |
| St. Johnstone                | 2022–23  | Scottish Premiership  | 22        | 0         | 1     | 0    | —          | —          | 23       | 0        |
| Inverness Caledonian Thistle | 2023–24  | Scottish Championship | 10        | 3         | 1     | 1    | —          | —          | 11       | 4        |
| Dundee United                | 2023–24  | Scottish Championship | 9         | 0         | 0     | 0    | —          | —          | 9        | 0        |
| Dunfermline Athletic         | 2024–25  | Scottish Championship | 3         | 0         | 4     | 0    | —          | —          | 7        | 0        |
| Összesen                     | Összesen | Összesen              | 317       | 26        | 44    | 5    | 13         | 0          | 374      | 31       |

### A válogatottban
| Válogatott | Év       | Pályára lépés | Gól |
| ---------- | -------- | ------------- | --- |
| Kanada     | 2018     | 1             | 0   |
| Kanada     | 2019     | 1             | 0   |
| Kanada     | 2021     | 8             | 1   |
| Kanada     | 2022     | 1             | 0   |
| Kanada     | 2023     | 2             | 0   |
| Összesen   | Összesen | 13            | 1   |

#### Góljai a válogatottban
| # | Időpont           | Helyszín                                           | Ellenfél        | Gólok | Eredmény | Kiírás               |
| - | ----------------- | -------------------------------------------------- | --------------- | ----- | -------- | -------------------- |
| 1 | 2021. március 29. | IMG Akadémia, Bradenton, Amerikai Egyesült Államok | Kajmán-szigetek | 3–0   | 11–0     | 2022-es VB-selejtező |

## Sikerei, díjai
St. Johnstone
- Skót Kupa
  - Győztes (1): 2013–14, 2020–21

- Skót Ligakupa
  - Győztes (1): 2020–21

Dundee United
- Scottish Championship
  - Feljutó (1): 2023–24